# Западно-Казахстанский аграрно-технический университет имени Жангир хана
Западно-Казахстанский аграрно-технический университет имени Жангир хана (каз. Жәңгір хан атындағы Батыс Қазақстан аграрлық-техникалық университеті) — высшее учебное заведение Западно-Казахстанской области, готовящее специалистов в области сельского хозяйства, техники, экономики и педагогики.

## История
В 1963 году был открыт Западно-Казахстанский сельскохозяйственный институт.
В 1996 году был переименован в Западно-Казахстанский аграрный университет.
В 2000 году вошёл в состав Западно-Казахстанского государственного университета, в 2002 году преобразован в Западно-Казахстанский аграрно-технический университет.
В 2003 году университету присвоено имя Жангир хана.

## Структура
В университете функционируют пять институтов в области Экономики, информационных технологий и профессионального образования, Агротехнологии, Ветеринарной медицины и животноводства, Индустриально-технологического и Политехнического направлений. Университет имеет лицензии на ведение образовательной деятельности по 17 программам высшего и 19 программам послевузовского образования, в том числе по 14 программам магистратуры и 5 программам докторантуры. В реестре образовательных программ зарегистрировано 48 программ высшего и 45 программ послевузовского образования. На сегодняшний день в университете работают 324 профессорско-преподавательского состава, в том числе: 12 профессоров, 19 докторов наук, 25 доцентов, 66 кандидатов наук, 57 PhD. В 2011 году введен в эксплуатацию девятиэтажный студенческий дом нового образца. На территории университета функционируют четыре студенческих дома на 2140 мест, шесть учебных корпусов, спортивный комплекс «Жангир хан», актовый зал, лаборатория «Ихтиология и аквакультура», информационный образовательный центр «Парасат», издательский отдел по выпуску учебно-методических пособий.

## Подразделения
- ИНСТИТУТ «ЭКОНОМИКИ, ИНФОРМАЦИОННЫХ ТЕХНОЛОГИЙ И ПРОФЕССИОНАЛЬНОГО ОБРАЗОВАНИЯ» (ЗКАТУ)
- ИНСТИТУТ АГРОТЕХНОЛОГИИ (ЗКАТУ)
- ИНСТИТУТ ВЕТЕРИНАРНОЙ МЕДИЦИНЫ И ЖИВОТНОВОДСТВА (ЗКАТУ)
- ИНДУСТРИАЛЬНО-ТЕХНОЛОГИЧЕСКИЙ ИНСТИТУТ (ЗКАТУ)
- ПОЛИТЕХНИЧЕСКИЙ ИНСТИТУТ (ЗКАТУ)
- Центр развития языков (ЗКАТУ)
- Центр “Рухани жаңғыру” (ЗКАТУ)
- Военная кафедра (ЗКАТУ)

## Образовательные программы
| Пути обучения по классификатору специальностей высшего и послевузовского образования РК | Группа образовательных программ                                          | Дисциплины ЕНТ         |
| 6В07200 Производство продуктов питания                                                  | В044 Производство продуктов питания                                      | биология+химия         |
| 6В07201 Технология перерабатывающих производств                                         | В044 Производство продуктов питания                                      | биология+химия         |
| 6В07203 Безопасность пищевых продуктов                                                  | В044 Производство продуктов питания                                      | биология+химия         |
| 6В08100 Агрономия                                                                       | В077 Растениеводство                                                     | биология+химия         |
| 6В08101 Почвоведение и агрохимия                                                        | В077 Растениеводство                                                     | биология+химия         |
| 6В08102 Защита и карантин растений                                                      | В077 Растениеводство                                                     | биология+химия         |
| 6В07 Отрасли инженерной обработки и строительства                                       | В075 Кадастр и землеустройство                                           | Математика - География |
| 6B09100 Ветеринария                                                                     | В083 Ветеринария                                                         | биология+химия         |
| 6В05200 Промышленная экология                                                           | В051 Окружающая среда                                                    | биология+география     |
| 6В08200 Технология производства продукции животноводства                                | В078 Животноводство                                                      | биология+химия         |
| 6В08400 Аквакультура и водные биоресурсы                                                | В080 Рыбное хозяйство                                                    | биология+химия         |
| 6В07100 Химическая инженерия и процессы                                                 | В060 Химическая инженерия и процессы                                     | физика+химия           |
| 6В07300 Строительная инженерия                                                          | В074 Градостроительство, строительные работы и гражданское строительство | математика+физика      |
| 6В07301 Производство строительных материалов                                            | В074 Градостроительство, строительные работы и гражданское строительство | математика+физика      |
| 6В08700 Аграрная техника и технология                                                   | В183 Агроинженерия                                                       | математика+физика      |
| 6В11200 Безопасность жизнедеятельности на производстве                                  | В094 Санитарно-профилактические мероприятия                              | математика+физика      |
| 6В11300 Организация перевозок и управление движением на автомобильном транспорте        | В095 Транспортные услуги                                                 | математика+география   |
| 6В04100 Экономика                                                                       | В044 Менеджмент и управление                                             | Математика - География |
| 6В04101 Менеджмент                                                                      | В044 Менеджмент и управление                                             | Математика - География |
| 6В04102 Аудит и налогообложение                                                         | В045 Аудит и налогообложение                                             | Математика - География |
| 6В04102 Финансы                                                                         | В046 Финансы, экономика, банковское и страховое дело                     | Математика - География |
| 6В04104 Маркетинг и реклама                                                             | В047 Маркетинг и реклама                                                 | Математика - География |
| 6В06100 Информационные системы и технологии                                             | В057 Информационные технологии                                           | математика+физика      |
| 6В01401 Начальная военная подготовка и физическая культура                              | В004 Подготовка учителей начальной военной подготовки                    | творческий экзамен     |
| 6В01402 Профессиональное обучение                                                       | В007 Подготовка учителей художественного труда и черчения                | творческий экзамен     |
| 6В01403 Визуальное искусство, художественный труд и графика                             | В007 Подготовка учителей художественного труда и черчения                | творческий экзамен     |
| 6В07 Отрасли инженерной обработки и строительства                                       | В075 Кадастр и землеустройство                                           | Математика - География |
| 6В08 Сельское хозяйство и биоресурсы                                                    | В079 Лесное хозяйство                                                    | биология + география   |
| 6В08 Сельское хозяйство и биоресурсы                                                    | В079 Лесное хозяйство                                                    | биология + география   |
| 6В07204 Геология и разведка месторождений полезных ископаемых                           | В071 Горное дело и добыча полезных ископаемых                            | -                      |
| 6В01405 Физическая культура и спорт                                                     | В005 Подготовка учителей физической культуры                             |                        |
| 6В07107 Робототехнические системы                                                       | В064 Механика и металлообработка                                         |                        |
| 6В07105 Автомобили и автомобильное хозяйство                                            | В065 Автотранспортные средства                                           |                        |
| 6В07101 Электроснабжение                                                                | В062 Электротехника и энергетика                                         |                        |